# Дровозюк Степан Іванович
 Дровозюк Степан Іванович (нар. 11 лютого 1954, Торків Тульчинського району Вінницької області) — український краєзнавець, історик, доктор історичних наук, професор. Ректор Вінницького обласного інституту післядипломної освіти педагогічних працівників.

## Життєпис
Народився 11 лютого 1954 року в селі Торків Тульчинського району Вінницької області. У 1975 році закінчив історичний факультет Вінницького педінституту, в якому працював викладачем, деканом історичного факультету. Був також заступником голови Вінницької обласної держадміністрації, начальником управління по пресі облдержадміністрації, заступником директора з навчально-виховної роботи Вінницького торговельно-економічного інституту Київського національного торговельно-економічного університету.

## Коло наукових інтересів
Досліджує різні аспекти історії Поділля 20-30 років 20 століття. Учасник і організатор регіональних історико-краєзнавчих конференцій. Автор більш як 130 наукових робіт.

## Нагороди та відзнаки
- Відзнака Президента України — ювілейна медаль «25 років незалежності України».[1]

## Джерело
- Вінницький інститут [Архівовано 20 березня 2013 у Wayback Machine.]

| Володимир Вернадський | Це незавершена стаття про українського науковця. Ви можете допомогти проєкту, виправивши або дописавши її. |